# Тод Крик (Колорадо)
Тод Крик (енгл. Todd Creek) насељено је место без административног статуса у америчкој савезној држави Колорадо.

## Демографија
По попису из 2010. године број становника је 3.768, што је 2.469 (190,1%) становника више него 2000. године.
| Група             | 2000.         | 2010.         |
| Белци             | 1.179 (90,8%) | 3.107 (82,5%) |
| Афроамериканци    | 10 (0,8%)     | 35 (0,9%)     |
| Азијати           | 10 (0,8%)     | 128 (3,4%)    |
| Хиспаноамериканци | 93 (7,2%)     | 439 (11,7%)   |
| Укупно            | 1.299         | 3.768         |